# اس‌اس هسین-یو
اس‌اس هسین-یو (به انگلیسی: SS Hsin-Yu) یک کشتی است. این کشتی در سال ۱۸۸۹ ساخته شد.